# ATTAC

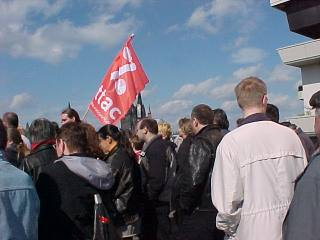
Demonstranten met een ATTAC-vlag

ATTAC (Associatief netwerk voor een Taks op financiële Transacties
en voor het Aansterken van de Civiele maatschappij, van het Franse Association pour la Taxation des Transactions pour l'Aide aux Citoyens) is een internationale, van oorsprong Franse, non-gouvernementele organisatie die zich aanvankelijk vooral inzette voor een belasting op financiële transacties, de Tobintaks. Inmiddels heeft de groep een breder perspectief en is ze een van de belangrijkste spelers binnen de beweging die andersglobalisme nastreeft.

## Ontstaan
ATTAC werd in juni 1998 in Frankrijk opgericht door een aantal persorganen, vakbonden, verenigingen en personen naar aanleiding van het artikel ‘Désarmer les marchés’ van Ignacio Ramonet in Le Monde Diplomatique. Met de Aziatische crisis in het achterhoofd riep Ramonet daarin op om de kapitaalmarkten te ontwapenen met een Tobintaks.
De internationale beweging ATTAC werd enkele maanden later, in december 1998, opgericht te Parijs tijdens een internationale bijeenkomst, samengeroepen door 'ATTAC Frankrijk'. 'ATTAC Internationaal' heeft op dit moment nationale afdelingen op alle continenten. De grootste afdelingen situeren zich nog steeds in Europa, namelijk in Frankrijk en Duitsland. ATTAC heeft wereldwijd tienduizenden leden.

## ATTAC België
'ATTAC Vlaanderen' (Associatief netwerk voor een Taks op financiële Transacties en voor het Aansterken van de Civiele maatschappij) 
werd op 5 juni 1999 opgericht. Samen met 'ATTAC Wallonie-Bruxelles' vormt zij 'ATTAC België'. 'ATTAC Vlaanderen' heeft lokale kernen in de meeste grote Vlaamse steden (Gent, Antwerpen, Leuven, Brugge, Oostende, Brussel en Waasland).

### Strijdpunten
'ATTAC Vlaanderen' is vanaf haar ontstaan erg actief rond de Tobintaks en werkt daarvoor met NGO’s en vakbonden samen in netwerken, zowel op Belgisch als op Europees niveau.
Voor 'ATTAC Vlaanderen' maakt de Tobintaks deel uit van een breder actieprogramma voor een rechtvaardige fiscaliteit en meer politieke controle op de financiële markten. 'ATTAC Vlaanderen' steunt de strijd voor een vermogenskadaster en vermogensbelasting en zal zich in de komende jaren vooral inzetten voor de afschaffing van het bankgeheim en belastingparadijzen. 'ATTAC Vlaanderen' wil informeren en actie voeren om het idee van internationale belastingen als mechanisme voor wereldwijde herverdeling breder ingang te doen vinden.
'ATTAC Vlaanderen' organiseert ook regelmatig campagnes tegen de privatisering van publieke diensten en de blinde liberalisering van de internationale handel. Zo participeert 'ATTAC Vlaanderen' in de internationale strijd tegen de WTO-onderhandelingen en de Bolkestein-richtlijn. 'Attac Vlaanderen' ondersteunt ook de strijd voor de kwijtschelding van de schulden van de derde wereld, de strijd tegen de patentering van genetisch materiaal en de strijd voor de beperking van broeikasgassen. 'ATTAC Vlaanderen' ijvert ook voor een democratisch, sociaal en duurzaam Europa en verzet zich tegen de Europese Grondwet. 
De 8 thema's waarop 'ATTAC Vlaanderen' haar werking heeft toegespitst zijn:
1. Het dwarsbomen van de internationale speculatie vooral door te ijveren voor de invoering van de Tobintaks
2. Het belasten van inkomens uit speculatief kapitaal
3. De ontmanteling van belastingparadijzen met onder meer in België het opheffen van de financiële coördinatiecentra van multinationals
4. Het voorkomen van de veralgemening van de pensioenfondsen
5. Het tegengaan van de privatisering van de sociale zekerheid en de instellingen van openbaar nut (spoorwegen, post, enz.)
6. Het opheffen van het bankgeheim, ijveren voor een vermogensbelasting en het invoeren van een vermogenskadaster
7. Het ondersteunen van de eis voor een veralgemeende opheffing van de Derde-Wereldschuld
8. Het steunen van de strijd tegen de patentering door private ondernemingen van de natuurlijke en biologische rijkdommen van de wereld

## ATTAC Nederland
'ATTAC Nederland' probeert mensen bewust te maken van ongelijkheid in de wereld, en zet zich in voor de bestrijding van deze ongelijkheid. Deze ongelijkheid zien zij op economisch, sociaal, juridisch, gender, etnisch en ecologisch gebied. Volgens de international website van Attac bestaat de Nederlandse vleugel inmiddels niet meer.

## Tegenstanders
Zoals te verwachten viel komt de felste tegenstand uit conservatieve en neoliberale hoek. Zij hebben er met name kritiek op dat ATTAC vrijhandel lijkt af te wijzen en aanstuurt op een wereldautoriteit voor de handel die alles in een soort plan-economie zal gieten.
Uit de Derde Wereld komen wantrouwende geluiden: men vreest dat ATTAC protectionisme wil voor de markten van het rijke Noorden.

## Referentie
1. ↑  (en) Attac is an international movement working towards social, environmental and democratic alternatives in the globalisation process. www.attac.org. Gearchiveerd op 21 november 2021.